# Michael Pate

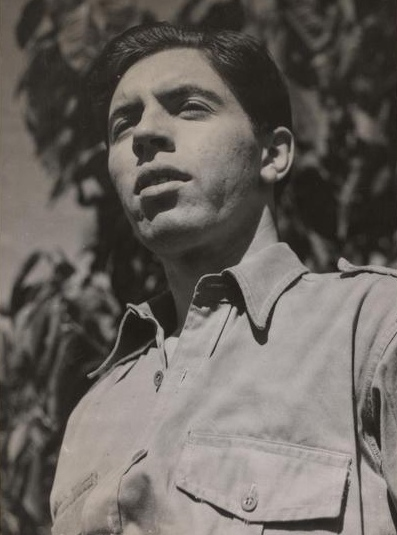
Michael Pate

Michael Pate (* 26. Februar 1920 in Sydney, New South Wales; † 1. September 2008 ebenda) war ein australischer Schauspieler, Filmproduzent und Drehbuchautor.

## Karriere
Pate arbeitete ab 1938 als Autor für die australische Radiostation Australian Broadcasting Corporation. Nach dem Ableisten seines Wehrdienstes im Zweiten Weltkrieg kehrte er kurz zum Radio zurück, wechselte dann aber in die Schauspielerei. Ab 1949 hatte er Rollen in Hollywoodfilmen wie Man nennt mich Hondo mit John Wayne, Der Hofnarr mit Danny Kaye oder Julius Caesar mit Louis Calhern in der Titelrolle. 1953 schrieb er das Drehbuch zu Verrat im Fort Bravo. Den Rest der 1950er Jahre trat Pate in zahlreichen Filmen, aber auch in Fernsehserien auf, darunter Zorro und Rin Tin Tin.
In den 1960er Jahren folgten weitere Gastrollen in Serien wie 77 Sunset Strip, Rauchende Colts, Kobra, übernehmen Sie und Mini-Max oder die unglaublichen Abenteuer des Maxwell Smart. 1966 wirkte er im Western Hondo und die Apachen mit, einem Remake von Man nennt mich Hondo aus dem Jahr 1953, und zwar in derselben Rolle des Anführers der Apachen (in der ersten Verfilmung „Vittorio“ und im Remake „Vittoro“ genannt). 1968 kehrte Pate nach Australien zurück, wo er als Fernsehproduzent arbeitete. Er produzierte zudem den Spielfilm Das Mädchen vom Korallenriff (Age of Consent).
Von 1971 bis 1975 spielte Michael Pate in 192 Folgen Detective Sergeant Vic Maddern in der australischen Serie Matlock Police. 1979 schrieb er das Drehbuch zu Tim. Bei dem Film mit Mel Gibson und Piper Laurie in den Hauptrollen war er zudem Regisseur, dies blieb zugleich seine einzige Regiearbeit.
In den 1980er und 1990er Jahren arbeitete Pate nur noch selten im Filmgeschäft, gelegentlich spielte er kleinere Nebenrollen. 1996 schrieb er das Drehbuch zu Mary & Tim – Wird die Liebe siegen?, bevor er sich komplett aus dem Filmgeschäft zurückzog.

## Filmografie (Auswahl)

### Als Schauspieler
- 1949: Rivalen im Urwald (Sons of Matthew)
- 1951: Schwester Maria Bonaventura (Thunder on the Hill)
- 1951: Hinter den Mauern des Grauens (The Strange Door)
- 1951: Frauenraub in Marokko (Ten Tall Men)
- 1952: Das schwarze Schloß (The Black Castle)
- 1953: Houdini, der König des Varieté (Houdini)
- 1953: Skandal um Patsy (Scandal at Scourie)
- 1953: Julius Caesar
- 1953: Man nennt mich Hondo (Hondo)
- 1953: Die schwarze Perle (All the Brothers Were Valiant)
- 1953: Die Wüstenratten (The Desert Rats)
- 1953: Geheimkommando Afrika (The Royal African Rifles)
- 1954: Das Geheimnis der Inkas (Secret of the Incas)
- 1954: Der Talisman (King Richard and the Crusaders)
- 1954: Casino Royale (Fernsehfilm)
- 1954: Der silberne Kelch (The Silver Chalice)
- 1955: Der Hofnarr (The Court Jester)
- 1956: Die siebte Kavallerie (7th Cavalry)
- 1961: Die rote Schwadron (The Canadians)
- 1962: Die siegreichen Drei (Sergeants 3)
- 1962: Der Massenmörder von London (Tower of London)
- 1963: MacLintock (McLintock!)
- 1965: Sierra Charriba (Major Dundee)
- 1965: Entscheidung am Big Horn (The Great Sioux Massacre)
- 1966: Dominique – Die singende Nonne (The Singing Nun)
- 1966: Hondo und die Apachen (Hondo and the Apaches)
- 1966/1967: Time Tunnel (The Time Tunnel) (Fernsehserie, zwei Folgen)
- 1967: Heiße Colts in harten Fäusten (Return of the Gunfighter)
- 1976: Mad Dog (Mad Dog Morgan)
- 1984: Die Wildente (The Wild Duck)

### Als Produzent
- 1969: Das Mädchen vom Korallenriff (Age of Consent)
- 1977: Der verbotene Baum (The Mango Tree)
- 1979: Tim

### Als Drehbuchautor
- 1953: Verrat im Fort Bravo (Escape from Fort Bravo)
- 1977: Der verbotene Baum (The Mango Tree)
- 1979: Tim
- 1996: Mary & Tim – Wird die Liebe siegen? (Mary & Tim)

## Auszeichnungen
- 1972: Penguin-Award für Matlock Police
- 1978: Australian Writers Guild Award für Der verbotene Baum